# Vine (gmina Vojnik)
Vine – wieś w Słowenii, w gminie Vojnik. W 2018 roku liczyła 70 mieszkańców.